# Чухелі
Чухелі́ — село в Україні, у Волочиській міській територіальній громаді Хмельницького району Хмельницької області. Населення становить 669 осіб.

## Географія
Селом протікає річка Рудка, права притока Случі.

## Історія
7 (20) листопада 1917 року, відповідно до Третього Універсалу Української Центральної Ради, увійшло до складу Української Народної Республіки.
12 червня 2020 року, відповідно до розпорядження Кабінету Міністрів України № 727-р «Про визначення адміністративних центрів та затвердження територій територіальних громад Хмельницької області», увійшло до складу Волочиської міської громади.
19 липня 2020 року, в результаті адміністративно-територіальної реформи та ліквідації Волочиського району, увійшло до складу новоутвореного Хмельницького району.
Колишній орган місцевого самоуправління — Чухелівська сільська рада.

## Символіка
Затверджена 11 липня 2018 р. рішенням №1-41/2018 ХХХХІ сесії міської ради VII скликання. Автори - Надія Володимирівна Іщук, Катерина Василівна Хвищук, Тетяна Іванівна Стрихар, Алла Володимирівна Шамрай, К.М.Богатов, В.М.Напиткін.

### Герб
В лазуровому щиті з золотою облямівкою, мурованою чорним, срібний дзвін. В червоній трикутній главі золоте дерев'яне відро. Щит вписаний в декоративний картуш і увінчаний золотою сільською короною. Унизу картуша напис "ЧУХЕЛІ". 
Відро і мурована облямівка навколо лазурового щита – стилізований колодязь, символ джерел поблизу села. Крім того, колір мурованої облямівки – золотий – символізує виробництво саману, яким славилося село. Дзвін – символ легенди про церкву, яка пішла під землю. 

### Прапор
На квадратному синьому полотнищі з жовтою облямівкою, мурованою чорним, білий дзвін. Від верхніх кутів до середини виходить червоний клин, на якому жовте дерев'яне відро. Ширина облямівки дорівнює 1/6 ширини прапора.

## Голодомор в Чухелях
За даними різних джерел в селі в 1932—1933 роках загинуло близько 15 чоловік. На сьогодні встановлено імена 8. Мартиролог укладений на підставі та поіменних списків жертв Голодомору 1932—1933 років, складених Чухелівською сільською радою. Поіменні списки зберігаються в Державному архіві Хмельницької області.
- Боревич Станіслав, вік невідомий,1933 р.,
- Булкот Таїсія, вік не відомий, 1933 р.,
- Гадикут Таїсія, вік невідомий,1933 р.,
- Грабар Олександр, вік невідомий,1933 р.,
- Дармограй Левко, вік невідомий,1933 р.,
- Козловський Станіслав, вік невідомий,1933 р.,
- Мікульська Юлія, вік невідомий,1932 р.,
- Сінькевіч Іван Миколайович, 18.02.1932 р.,